# Call Tracking
Le Call Tracking ou suivi d'appel concerne les activités visant à suivre, comptabiliser et analyser les appels téléphoniques et à en extraire des informations. Il s'agit d'une technologie SaaS permettant à des entreprises ou annonceurs de suivre les appels téléphoniques générés par leurs campagnes et supports marketing. Ils peuvent l'utiliser pour développer une nouvelle source de revenus (appelée Pay-Per-Call) ou pour connaître l'efficacité de leurs campagnes publicitaires pour ensuite les optimiser pour de meilleurs résultats.
Le succès des technologies de Call Tracking est grandissant, et est attribué à l'augmentation du nombre d'appels téléphoniques par l'utilisation de plus en plus populaire des smartphones et des options de Click-to-Call (cliquer pour appeler) sur mobile. D'après Google, en effet, 70 % des consommateurs effectuant des recherches sur leur smartphone utilisent le bouton Click-to-Call pour être mis en relation avec un professionnel ou une entreprise.

## Description
Le Call Tracking consiste à utiliser un numéro de téléphone de suivi ou numéro de tracking à la place d'un numéro de téléphone direct. Ce numéro de suivi dirige directement les appels qu'il génère vers le numéro de téléphone direct. Le numéro de tracking est ensuite publié sur un support ou une campagne de communication. Le Call Tracking permet alors de suivre le nombre d'appels générés par le support ou la campagne de communication. Avec un marché en croissance, le Call Tracking a été l'objet de nombreux développements et évolutions. Il a donné naissance au concept de Call Intelligence (ou Call Tracking intelligent), qui regroupe toutes les applications possibles du Call Tracking.  
Ce Call Tracking nouvelle génération permet de récupérer différentes données sur les appels trackés : 
- Numéro de téléphone de l'appelant
- Date et heure de l'appel
- Durée de l'appel
- Enregistrement de la conversation téléphonique
- Objet de la conversation téléphonique
- Aboutissement de l'appel téléphonique (prise de rendez-vous, commande, réservation)

## Applications
Le Call Tracking peut avoir différentes applications :
- Il peut être utilisé dans le but de mettre en place un modèle de rémunération à la performance appelé Pay-Per-Call[4] (ou paiement à l'appel). À l'inverse des numéros surtaxés, le Pay-Per-Call ne fait pas payer la personne qui appelle mais la personne qui reçoit l'appel. Le Pay-Per-Call est utilisé par des plateformes de mise en relation, comme les annuaires en ligne : des numéros de tracking remplacent les numéros directs des professionnels référencés, et permettent aux plateformes de facturer aux professionnels les appels qu'elles leur ont apportés. En général, ne sont facturés que les appels d'une certaine durée minimum. En Call Intelligence, les appels sont facturés s'ils ont une valeur commerciale.

- Le Web-to-Call est quant à lui une fonctionnalité de Call Tracking se concentrant sur le marketing numérique. Il permet, en plus du suivi et de l'analyse des appels générés par un support en ligne, de connaître les données visiteur qui ont mené l'internaute à appeler : mots-clés utilisés dans les moteurs de recherche, sites visités, annonces cliquées, etc.

- Le Call Tracking version Call Intelligence peut aussi être utilisé pour déclencher des actions de marketing automation. Il s'agit, grâce aux données récoltées dans les conversations téléphoniques, de lancer des actions marketing automatiques comme des campagnes d'emailing ou de récolte d'avis clients.